# Christy Grimshaw
Christy Grimshaw (Kirkcaldy, 8 novembre 1995) è una calciatrice scozzese, centrocampista del Milan, di cui è capitano, e della nazionale scozzese.

## Carriera

### Club
Nata a Kirkcaldy, ma cresciuta a Stonehaven nell'Aberdeenshire, ha iniziato a giocare a calcio nel settore giovanile del Deeside. Passò a giocare per l'Aberdeen ancora sedicenne, facendo il suo esordio in prima squadra nella Scottish Women's Premier League nella stagione 2013.
Dopo aver conseguito il diploma alla Mackie Academy di Aberdeen, nel 2014 si trasferì negli Stati Uniti per frequentare la Barry University di Miami Shores in Florida. Qui entrò a far parte della squadra di calcio femminile universitario dell'ateneo, le Barry Buccaneers, giocando nella Division II della National Collegiate Athletic Association (NCAA). Nel 2016 ha subito un grave infortunio che l'ha tenuta lontana dai campi di gioco per quasi tutta la stagione. Nel 2018, ultima sua stagione con le Barry Buccaneers, ha indossato la fascia di capitano, scendendo in campo tutti i 18 incontri giocati dalla sua squadra, siglando 17 reti e fornendo alle compagne 12 assist. Con le Barry Buccaneers ha realizzato in tutto 31 reti su 65 partite disputate.
Completati gli studi universitari, è tornata in Europa e si è accordata con la società francese del Metz per la stagione 2019-20, disputata nella Division 1, massima serie del campionato francese. Il campionato venne interrotto nel mese di marzo 2020 a causa della pandemia di COVID-19 e il Metz, che fino ad allora aveva raccolto solo 2 punti in 16 giornate, venne retrocesso. Grimshaw aveva disputato 13 partite e segnato una sola rete.
Nell'estate 2020 si è trasferita in Italia al Milan, partecipante al campionato di Serie A. Con la maglia rossonera ha messo a segno una doppietta già alla seconda giornata di campionato, nella vittoria per 5-0 sul San Marino. Col Milan ha anche fatto il suo esordio in UEFA Women's Champions League nel turno di qualificazione nell'edizione 2021-22.
Gli anni successivi rimane legata al club di Milano, diventando una pedina sempre più importante negli schemi di gioco del tecnico Maurizio Ganz, prestazioni che le aprono prospettive per le convocazioni con la nazionale del suo paese. Dopo il secondo posto in campionato nella stagione d'esordio, maturando 20 presenze, anche nelle successive stagioni è tra le calciatrici rossonere più impiegate, 17 presenze con due reti in Serie A 2021-2022 e 20, portando a 3 le reti realizzate, nel successivo campionato.
La stagione 2023-2024 si rivela quella più complicata da quando indossa i colori rossoneri, con la squadra che ha una flessione nelle prestazioni, dopo un secondo e due terzi posti, vedendo allontanarsi la possibilità non solo di non arrivare in zona Champions ma anche quella di dover affrontare una inaspettata Poule salvezza nella parte finale del campionato, risultati che portano all'esonero di Ganz da parte della dirigenza già dall'8ª giornata. L'arrivo di Davide Corti non mina la fiducia nella centrocampista scozzese che continua a scendere in campo in tutti gli incontri fino al quello della 3ª giornata della seconda parte, dove nell’incontro in trasferta con il Como, poi concluso con la vittoria rossonera per 4-1, al 36' è costretta a lasciare il campo per un  infortunio al ginocchio sinistro, trauma distorsivo che si rivela interessare anche il legamento crociato anteriore. L'infortunio richiede un intervento di ricostruzione del legamento crociato in artroscopia che per il necessario periodo di riabilitazione tengono Grimshaw lontana dal terreno di gioco fino al termine della stagione.
Formalmente in rosa per la stagione 2024-2025, a giugno aveva rinnovato il proprio contratto con il club rossonero fino al 30 giugno 2027, designata inoltre nuovo capitano della squadra a seguito della partenza di Valentina Bergamaschi durante la pausa estiva, a seguito del protrarsi delle complicazioni della sua completa guarigione la nuova allenatrice Suzanne Bakker non riesce mai ad averla a disposizione fino al 25 aprile 2025, quando in occasione del Derby – vinto 4-1 dalle nerazzurre – rientra in campo, con la compagna di squadra Julie Piga che le consegna la fascia di capitano, e taglia il traguardo delle 100 partite con la maglia rossonera.

### Nazionale
Christy Grimshaw venne convocata nella nazionale scozzese per la prima volta dal selezionatore ad interim Stuart McLaren per un raduno nel giugno 2021. Ha fatto il suo esordio in nazionale il 10 giugno 2021, scendendo in campo al 90º minuto dell'amichevole vinta 1-0 sull'Irlanda del Nord. Nell'amichevole di cinque giorni dopo, vinta ancora 1-0 sul Galles, è stata schierata titolare. Nei mesi successivi è stata regolarmente convocata in nazionale dal nuovo selezionatore, lo spagnolo Pedro Martínez Losa. Ha messo a segno la sua prima rete in nazionale il 21 settembre 2021 nella partita vinta 7-1 sulle Fær Øer e valida per le qualificazioni al campionato mondiale 2023.

## Statistiche

### Presenze e reti nei club
Statistiche aggiornate al 5 maggio 2025
| Stagione        | Squadra         | Campionato      | Campionato | Campionato | Coppe nazionali | Coppe nazionali | Coppe nazionali | Coppe internazionali | Coppe internazionali | Coppe internazionali | Altre coppe | Altre coppe | Altre coppe | Totale | Totale |
| Stagione        | Squadra         | Comp            | Pres       | Reti       | Comp            | Pres            | Reti            | Comp                 | Pres                 | Reti                 | Comp        | Pres        | Reti        | Pres   | Reti   |
| --------------- | --------------- | --------------- | ---------- | ---------- | --------------- | --------------- | --------------- | -------------------- | -------------------- | -------------------- | ----------- | ----------- | ----------- | ------ | ------ |
| 2013            | Aberdeen        | SWPL            | 15         | 3          | CS              | ?               | ?               | -                    | -                    | -                    |             | -           | -           | 15+    | 3+     |
| 2019-2020       | Metz            | D1              | 13         | 1          | CF              | 1               | 0               | -                    | -                    | -                    |             | -           | -           | 14     | 1      |
| 2020-2021       | Milan           | A               | 20         | 2          | CI              | 5               | 0               | -                    | -                    | -                    | SI          | 1           | 0           | 26     | 2      |
| 2021-2022       | Milan           | A               | 17         | 2          | CI              | 3               | 1               | UWCL                 | 2                    | 0                    | SI          | 2           | 1           | 24     | 4      |
| 2022-2023       | Milan           | A               | 20         | 3          | CI              | 5               | 0               | -                    | -                    | -                    | -           | -           | -           | 25     | 3      |
| 2023-2024       | Milan           | A               | 20         | 1          | CI              | 4               | 4               | -                    | -                    | -                    | -           | -           | -           | 24     | 4      |
| 2024-2025       | Milan           | A               | 2          | 0          | CI              | -               | -               | -                    | -                    | -                    | -           | -           | -           | 2      | 0      |
| Totale Milan    | Totale Milan    | Totale Milan    | 79         | 8          |                 | 17              | 5               |                      | 2                    | 0                    |             | 3           | 1           | 101    | 14     |
| Totale carriera | Totale carriera | Totale carriera | 107        | 12         |                 | 18+             | 5+              |                      | 2                    | 0                    |             | 3           | 1           | 130+   | 18+    |

### Cronologia presenze e reti in nazionale
| Cronologia completa delle presenze e delle reti in nazionale ― Scozia | Cronologia completa delle presenze e delle reti in nazionale ― Scozia | Cronologia completa delle presenze e delle reti in nazionale ― Scozia | Cronologia completa delle presenze e delle reti in nazionale ― Scozia | Cronologia completa delle presenze e delle reti in nazionale ― Scozia | Cronologia completa delle presenze e delle reti in nazionale ― Scozia | Cronologia completa delle presenze e delle reti in nazionale ― Scozia | Cronologia completa delle presenze e delle reti in nazionale ― Scozia |
| Data                                                                  | Città                                                                 | In casa                                                               | Risultato                                                             | Ospiti                                                                | Competizione                                                          | Reti                                                                  | Note                                                                  |
| --------------------------------------------------------------------- | --------------------------------------------------------------------- | --------------------------------------------------------------------- | --------------------------------------------------------------------- | --------------------------------------------------------------------- | --------------------------------------------------------------------- | --------------------------------------------------------------------- | --------------------------------------------------------------------- |
| 10-6-2021                                                             | Belfast                                                               | Irlanda del Nord                                                      | 0 – 1                                                                 | Scozia                                                                | Amichevole                                                            | -                                                                     | 90’                                                                   |
| 15-6-2021                                                             | Llanelli                                                              | Galles                                                                | 0 – 1                                                                 | Scozia                                                                | Amichevole                                                            | -                                                                     | 57’                                                                   |
| 17-9-2021                                                             | Budapest                                                              | Ungheria                                                              | 0 – 2                                                                 | Scozia                                                                | Qual. Mondiali 2023                                                   | -                                                                     |                                                                       |
| 21-9-2021                                                             | Glasgow                                                               | Scozia                                                                | 7 – 1                                                                 | Fær Øer                                                               | Qual. Mondiali 2023                                                   | 1                                                                     | 79’                                                                   |
| 22-10-2021                                                            | Glasgow                                                               | Scozia                                                                | 2 – 1                                                                 | Ungheria                                                              | Qual. Mondiali 2023                                                   | 1                                                                     | 64’                                                                   |
| 26-10-2021                                                            | Paisley                                                               | Scozia                                                                | 0 – 2                                                                 | Svezia                                                                | Amichevole                                                            | -                                                                     | 76’                                                                   |
| 26-11-2021                                                            | Glasgow                                                               | Scozia                                                                | 1 – 1                                                                 | Ucraina                                                               | Qual. Mondiali 2023                                                   | -                                                                     | 78’                                                                   |
| 30-11-2021                                                            | Siviglia                                                              | Spagna                                                                | 8 – 0                                                                 | Scozia                                                                | Qual. Mondiali 2023                                                   | -                                                                     | 46’                                                                   |
| 16-2-2022                                                             | San Pedro del Pinatar                                                 | Galles                                                                | 3 – 1                                                                 | Scozia                                                                | Pinatar Cup 2022                                                      | -                                                                     | 62’                                                                   |
| 6-10-2022                                                             | Glasgow                                                               | Scozia                                                                | 1 – 0 dts                                                             | Austria                                                               | Qual. Mondiali 2023 - Play-off                                        | -                                                                     | 120’                                                                  |
| 11-10-2022                                                            | Glasgow                                                               | Scozia                                                                | 0 – 1                                                                 | Irlanda                                                               | Qual. Mondiali 2023 - Play-off                                        | -                                                                     | 66’                                                                   |
| 18-2-2023                                                             | San Pedro del Pinatar                                                 | Scozia                                                                | 2 – 1                                                                 | Filippine                                                             | Pinatar Cup 2023                                                      | -                                                                     | 83’                                                                   |
| Totale                                                                |                                                                       | Presenze                                                              | 12                                                                    |                                                                       | Reti                                                                  | 2                                                                     |                                                                       |